# Vụ trật bánh tàu hỏa ở Katanga năm 2014
Ngày 22 tháng 4 năm 2014, một tàu hỏa chở hàng đã bị trật bánh gần cầu Katongola thuộc tỉnh Katanga, Cộng hòa Dân chủ Congo. Vào thời điểm xảy ra tai nạn, trên tàu có chở hàng trăm hành khách trái phép. Tổng cộng có 48 người chết và trên 150 người bị thương.

## Bối cảnh
Hệ thống đường sắt của Cộng hòa Dân chủ Congo rất xuống cấp và rơi vào tình trạng không được tu sửa sau nhiều năm đất nước chìm trong nội chiến. Phần lớn hệ thống được xây từ thời thực dân cai trị và chỉ được nâng cấp chút ít từ sau khi chế độ thực dân Bỉ tại đây chấm dứt vào năm 1960. Gần đây hơn, có một chương trình do Ngân hàng Thế giới tài trợ. Nhân viên của doanh nghiệp quốc doanh Đường sắt Congo (Société Nationale des Chemins de Fer du Congo) thường bán vé phi pháp cho các hành khách để tăng thu nhập. Những hành khách khác thì nhảy trộm lên tàu để di chuyển giữa các địa phương trong đất nước. Ở quốc gia này, không hiếm gặp các vụ tai nạn đường sắt do tình trạng chở quá tải và cơ sở hạ tầng yếu kém. Năm 2007, hơn 100 người đã chết khi một xe lửa chở hàng bị trật bánh ở tỉnh Kasai-Occidental.

## Vụ trật bánh năm 2014 ở Katanga
Vào một thời điểm trong khoảng từ 10:00 đến 11:00 giờ (giờ địa phương, tức 8:00-9:00 UTC) ngày 22 tháng 4 năm 2014, một đoàn tàu chở hàng bị trật bánh gần Katongola, cách Kamina khoảng 65 km về hướng bắc, thuộc địa phận tỉnh Katanga. Vụ trật bánh gây ảnh hưởng đến hai động cơ và 15 trong số 19 toa tàu.
Mặc dù là tàu chở hàng chứ không phải chở khách, song khi xảy tai nạn, trên tàu có chở hàng trăm hành khách. Theo các nhân chứng, tàu chất đầy người cả bên trong toa và trên nóc tàu. Tuy tai nạn xảy ra vào buổi sáng nhưng đến tối thì đội cứu hộ mới đến hiện trường. Các quân y sĩ và nhân viên Liên Hợp Quốc cùng một cần trục hạng nặng nỗ lực giải thoát người bị mắc kẹt dưới đống đổ nát. Các báo cáo ban đầu cho biết có 63 người chết nhưng sau đó con số này được đính chính là 48. Có 160 người bị thương, trong đó 12 người bị thương nặng.

## Nguyên nhân
Điều tra ban đầu cho rằng đoàn tàu đã chạy ở tốc độ khoảng 60 km/h, vượt quá tốc độ giới hạn là 40 km/h. Tàu không thể giảm tốc đủ độ khi đến khúc quanh và bị trật bánh. Theo người phát ngôn chính phủ Lambert Mende, hình như tàu còn tăng tốc do bị lỗi động cơ.